# Quentin Moses
Quentin Moses (Athens, Geòrgia, 1987 - 12 de febrer de 2017), fou un jugador de futbol americà, que va jugar de linebacker dels Miami Dolphins, equip de la NFL. Moses va anar a la Cedar Shoals High School. Fou un pre-Star de l'All-Southeast Region. Abans de jugar al futbol americà, va jugar al bàsquet.

## Carrera professional
Oakland RaidersVa draftejar pels Oakland Raiders amb el primer opció a la tercera ronda. Moses fou el millor jugador del draft que no va estar a la llista el dia d'obertura.
Miami DolphinsMoses va signar amb els Miami Dolphins el 23 d'octubre del 2007. Feu el seu primer sack complet de la seva carrera el 26 de novembre. L'any 2009 va renovar el contracte amb els Dolphins.